# Sparrow Hawk (pinaza)
El 'Sparrow Hawk' era un «pequeño pinaza» similar a la embarcación pinaza Virginia que zarpó para las colonias inglesas en junio de 1626. Es notable por ser el primer barco conocido de las primeras décadas de asentamiento inglés en el Nuevo Mundo que ha sobrevivido hasta el día de hoy.
Un duro viaje de seis semanas terminó en una tormenta frente a Orleans (Massachusetts), en el Cabo Cod, cuando el cargador Sparrow-Hawk fue llevado a la aislada Nauset Beach. Todos los que iban a bordo sobrevivieron y fueron trasladados a la cercana colonia de Plymouth. Las tormentas y la arena movediza enterraron la pinaza, que fue destruida en varias semanas. La embarcación permaneció enterrada hasta mayo de 1863, cuando las tormentas descubrieron el casco y pronto se recuperó. La quilla, las tablas, el timón y otros elementos del casco del Sparrow-Hawk fueron encontrados en buenas condiciones, retirados de la playa y reconstruidos cuidadosamente para su posterior exhibición.
El Sparrow-Hawk es importante para la historia de la construcción naval en Inglaterra y las colonias. Varios de los mejores arquitectos navales de la década de 1860 en Boston colaboraron en una reconstrucción que fue objeto de una amplia exposición durante los años siguientes. Se ha recogido considerable información sobre el diseño del casco y la construcción del «pequeño» diseño de pinaza de principios del siglo XVII. Ahora está en préstamo a largo plazo de la Sociedad de los Padres Peregrinos al Museo Pilgrim Hall en Hyannis, Massachusetts.

## Naufragio en Cabo Cod

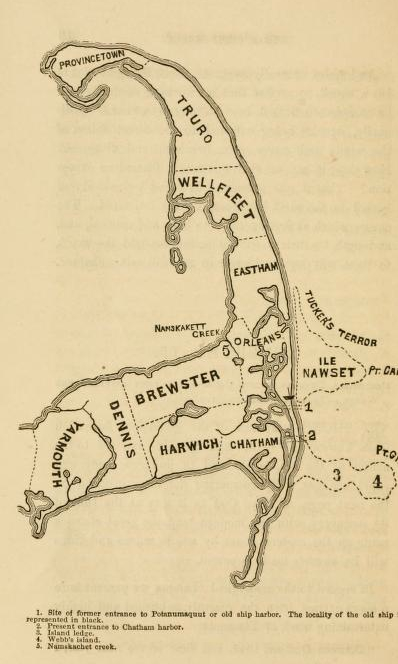
El lugar del naufragio del Sparrow-Hawk en 1626 en Nauset Beach, Orleans (Massachusetts).

El Sparrow Hawk salió de Londres en junio de 1626 cargado de pasajeros para la colonia de Jamestown (Virginia). Ciertamente, era de un tamaño mínimo que no cualquier Compañía elegiría enviar a través del Atlántico con colonos y pasajeros, muchos de los cuales no estarían familiarizados con el gran océano y su clima a veces violento.
Después de seis semanas, la embarcación llegó a la costa de Massachusetts y naufragó en el puerto de Potanumaquut, en el Cabo Cod. Al llegar a Cabo Cod, el Sparrow Hawk ya no tenía agua fresca ni «cerveza». El capitán Johnston estaba en su camarote, cojo y enfermo de escorbuto. Por la noche, el barco chocó contra un banco de arena pero el agua era suave y levantó un ancla. La mañana reveló que el calafateo -estopa- entre las tablas del casco  había sido expulsado. Los fuertes vientos llevaron al barco sobre el banco de arena y hacia el puerto. Muchos bienes fueron rescatados y no se perdieron vidas.
Dos de los sobrevivientes fueron llevados a William Bradford y a la plantación de Plimouth por dos indios que hablaban inglés. Una chalupa con el gobernador Bradford y suministros para reparar el Sparrow Hawk fue enviado para rescatar a la tripulación. La embarcación fue reparada y puesta en el mar con carga. Sin embargo, otra violenta tormenta lo llevó a la costa, y dejó su estado irreparable. Los marineros y los pasajeros fueron llevados a la plantación de Plimouth. Allí, fueron alojados y alimentados durante nueve meses antes de unirse a dos buques que se dirigían a la costa de Virginia.
El Sparrow Hawk fue enterrado por la arena y por el lodo del pantano de una playa de Orleans (Massachusetts), que llegó a conocerse como "Old Ship Harbor". Su «tumba» era un ambiente de bajo oxígeno que ayudó enormemente a la preservación de las maderas del casco que se describieron como desprovistas de gusanos y cirripedia. Todas las fijaciones metálicas habían desaparecido por oxidación. Su quilla y las maderas del casco eran visibles de tanto en tanto, cada vez que los vientos fuertes cambiaban la arena de la playa. Los visitantes eran golpeados por la larga proyección «en forma de cola» desde la popa. Aunque una única tormenta feroz en esta zona puede mover la arena hasta una profundidad de seis pies, se considera que la embarcación tardó varios años en quedar completamente enterrada. Su sitio de entierro conservó el nombre de «Puerto de Barcos Antiguos» hasta finales del siglo XIX.

## Redescubrimiento
En 1863, una gran tormenta que ocurrió entre el 4 y el 6 de mayo dejó al descubierto gran parte del casco. Fue descubierto por Solomon Linnell y Alfred Rogers de Orleans. El 9 de mayo, Leander Crosby visitó el barco y se llevó varios artefactos. El timón estaba a pocos metros del casco y fue removido, estudiado y reensamblado. En agosto de 1863, el Sparrow Hawk fue enterrado de nuevo bajo la superficie durante unos meses, después de lo cual fue expuesto una vez más, y luego fue removido por encima de la marea.
El interés por el naufragio del Sparrow-Hawk fue intenso porque se comprendió inmediatamente que era el primer naufragio conocido de los años en que las colonias de Nueva Inglaterra fueron «plantadas» por primera vez. La controversia estalló inmediatamente al reconstruir el casco. La quilla, las planchas del casco y el timón habían sido preservados por la arena de la playa durante más de dos siglos.
"Considerando que incluso en 1863 las maderas únicamente existían hasta una altura de cuatro pies, uno puede preguntarse cómo Dolliver & Sleeper pudo estar seguro de que tenía un arrufo —la curva de proa y popa de la cubierta— de «dos pies y medio, con una animada subida en ambos extremos». Su conocimiento del aparejo antiguo era tal que declararon, «El aparejo común a un barco de su tamaño en el momento de su construcción consistía en un único «mástil» con una vela latina y una vela triangular». «No hay evidencia de que los barcos ingleses de principios del siglo XVII hayan llevado nunca tal aparejo de un solo mástil». El barco inglés del período cuyas dimensiones conocidas son las más cercanas a las del Sparrow-Hawk es uno construido en Rye (Sussex Oriental), Inglaterra, en 1609. Su quilla era de 33' de largo, la anchura en medio del barco era de 16.5' y la profundidad era de 11'. Extrapolando estas dimensiones al Sparrow-Hawk, reduce su profundidad a 8'.

## Diseño
Según lo presentado por Dolliver & Sleeper «Solamente un ojo mecánico experimentado, podría detectar una pequeña desigualdad en sus lados, como consecuencia de haber tenido una escora a babor. Hemos sustituido la quilla, el poste de popa, la rodilla de popa, parte de la quilla, todas las maderas del piso, la mayor parte de las primeras arraigadas y la traca en el lado de estribor; pero la proa, las maderas superiores y la cubierta han desaparecido. Sin embargo, queda suficiente para permitirnos formar una estimación justa de su esquema general cuando esté completo».
El modelo hecho por D. J. Lawlor, Esq., «encarna nuestra idea de su forma y tamaño. . . Sus líneas delanteras son convexas, sus líneas traseras son afiladas y cóncavas, y su sección media es casi el arco de un círculo... . Tenía una popa cuadrada, y sin duda baluartes hasta la cintura; pero el contorno del resto de sus cubiertas estaba probablemente protegido por una barandilla abierta.» Las aguas de lastre de la vela indicaba un casco más profundo que el reconstruido, o un barco que estaba muy desgastado. Las maderas de piso con ranuras revelan la presencia de cuerdas.
Dennison J. Lawlor fue un famoso arquitecto naval de Boston que realizó un plano de la línea en el que el Sparrow-Hawk tenía dos mástiles. El mástil de proa llevaba una vela cuadra, el mástil de mesana (después del mástil) llevaba una vela latina. El "Sr. Sanders" decidió usar el plan de Lawlor pero al reducir la profundidad a unos 8'. Los arcos de círculos comunes reemplazaron la línea escarpada con una «subida animada» en ambos extremos. Las pinturas de los pequeños barcos de popa cuadrados de este período muestran un saliente en la popa, en lugar de un espejo de popa plano, con un timón fuera de borda como el dibujado por Lawlor. El aparejo de Sander tiene en cuenta el paso del mástil, y por lo tanto redujo el aparejo a dos posibilidades: «simple» tres mástiles; o el aparejo cuadrado de dos mástiles conocido en los barcos del siglo XVII como bricbarca.
En 1980, Baker resumió las dificultades y la posible confusión al evaluar un buque como posible candidato a pinaza. No hay consenso sobre qué tipo de buque debe asignarse al Sparrow-Hawk. Cubierto y con una popa cuadrada, no puede ser una chalupa. Baker cree que es demasiado gruesa para ser una pinaza, otros lo llaman "ketch" pero este autor va con el departamento de Arqueología Náutica de la Universidad de Texas A&M que asigna al Sparrow-Hawk a la categoría de pinaza, y representativo del diseño de «pinaza pequeña» en contraste con el tipo de «pinaza grande».

## Exposiciones
El casco reconstruido del Sparrow-Hawk se exhibió en varias ciudades, incluso en Boston Common en 1865, y luego fue entregado a la Sociedad de Padres Peregrinos en 1889 y expuesto durante más de cien años en el Museo Pilgrim Hall. El casco del Sparrow-Hawk fue un préstamo extendido al Cabo Cod, Museo Marítimo en la orilla del puerto en Hyannis, Massachusetts, pero desde entonces ha sido devuelto al Museo del Pilgrim Hall donde está almacenado.
 Las maderas están siendo sometidas a más investigaciones en cooperación con los arqueólogos marítimos de SEAMAHP.org, y expertos en barcos del siglo XVII y en dendrocronología.